# 三全音

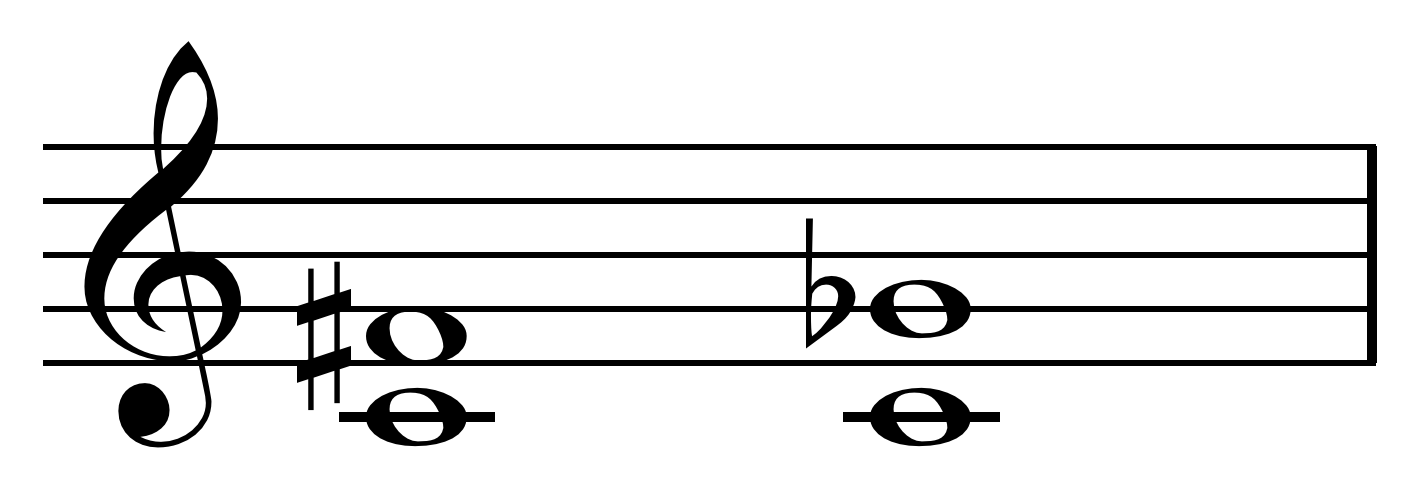
増四度あるいは減五度としての三全音の表記。.

三全音（さんぜんおん、英: Tritone〈トライトーン〉、独: Trironus〈トリートヌス〉、仏: Triton〈トリトン〉、伊: Tritono〈トリトーノ〉）とは、音楽における音程のひとつである。名前は全音3つ分の音程であることに由来する。
三全音は増四度あるいは減五度に相当する。ここで増四度は全音階でファとその上のシの間の音程である。このため"Mi contra fa"（ここでいうmiは古いいい方で「シ」のこと。「ファに対するシ」の意味）とも言われる。

三全音は、不協和音の中でも最も響きの悪い不快なものとされ、「音楽の悪魔」と称された。積極的に使われるようになったのはバロック期以降であり、それ以前は可能な限り三全音が現れないよう作曲されるのが通例であった。しかし古典的な和声学においても、属七の和音と呼ばれるきわめて基本的な和音の中に、音の配置によってはこの音程が現れる。三全音を単独で鳴らすと、西洋音楽に親しんだ耳には属七の和音を強く意識させる響きがする。